# Bétera
Bétera là một đô thị ở comarca Camp de Túria cộng đồng Valencia, Tây Ban Nha. Đô thị này có diện tích 75,1 km², dân số thời điểm năm 2006 là 18.927 người.